# Тост Мелба
Тост Мелба, тост Мельба  (англ. Melba toast, фр. Croutes en dentelle) — хрусткі скибочки сухаря, які часто подають з супом і салатом або намазують плавленим сиром, або паштетом. Названий на честь Неллі Мелба, сценічного псевдоніма австралійської оперної співачки Хелен Портер Мітчелл. Вважається, що назва датується 1897 роком, коли співачка була дуже хвора  і тости стали одним з основних продуктів її дієти. Рецепт був створений для неї шеф-кухарем Огюстом Ескоф'є, який був її шанувальником і також вигадав для неї десерт Персик Мелба. Власник готелю Сезар Ріц нібито назвав його у розмові з Ескоф'є.Тости Мелба готуються шляхом легкого обсмажування скибочок хліба на грилі з обох боків. Отриманий тост потім розрізають уздовж. Ці тонкі скибочки потім повертаються на гриль непідсмаженими сторонами до джерела тепла, внаслідок чого товщина тостів стає вдвічі меншою за звичайну.
Тости Мелба також доступні у продажу, колись їх давали немовлятам, у яких ріжуться зубки, як тверда їжа, яку можна жувати.

## Історія
Тост набув поширення під впливом голлівудського кінематографа. У 1925 році брати Мейо прописали актрисі Етель Беррімор «вісімнадцятиденну дієту». До неї входили тости Мельба, що зробило їх дуже популярними на той час. В одному з найвідоміших романів Агати Крісті «Смерть на Нілі» (1937) страва є атрибутом вищого суспільства: «Нечутні моторні офіціанти накривали столик. Сухарики „мелба“, олія, відерце з льодом — все, що належить для першокласного обіду». 